# Aeródromo de Hiendelaencina-Alto Rey
El aeródromo de Hiendelaencina-Alto Rey o de las Minas es un campo de vuelo de servicio forestal español situado entre los términos municipales de Hiendelaencina y Villares de Jadraque (provincia de Guadalajara). Está gestionado por GEACAM, empresa pública de gestión ambiental propiedad de la Junta de Comunidades de Castilla-La Mancha, y está destinado a la lucha contra incendios forestales.
Se encuentra situado en la serranía de Guadalajara, junto al valle del río Bornova, muy cerca de la sierra de Alto Rey y en una zona caracterizada por amplias zonas boscosas.
Cuenta con una pista, que se encontraba hasta 2015 en precario estado, de 1100 metros de longitud de asfalto en dirección suroeste-noreste. Recientemente (2016) la pista ha quedado perfectamente restaurada y apta para el servicio. Está prevista la ampliación del aeródromo para adaptarlo a la normativa de seguridad vigente y mejorar los servicios.